# Liste der Naturschutzgebiete im Landkreis Erding
Im Landkreis Erding gibt es acht Naturschutzgebiete. Zusammen nehmen sie eine Fläche von etwa 872 Hektar im Landkreis ein. Das größte Naturschutzgebiet ist das 2002 eingerichtete Naturschutzgebiet Zengermoos.
| Name                                     | Bild | Kennung                   | Kreis                                | Einzelheiten | Position | Fläche Hektar | Datum        |
| ---------------------------------------- | ---- | ------------------------- | ------------------------------------ | --- | -------- | ------------- | ------------ |
| Freisinger Buckl                         |      | NSG-00176.01 WDPA: 81692  | Landkreis Erding                     | Eitting | ⊙        | 22,01         | 1940         |
| Gfällach                                 |      | NSG-00379.01 WDPA: 163240 | Landkreis Erding                     | Moosinning | ⊙        | 6,36          | 1991         |
| Isarauen zwischen Hangenham und Moosburg |      | NSG-00246.01 WDPA: 163928 | Landkreis Erding, Landkreis Freising | Langenbach, Moosburg an der Isar, Eitting, Langenpreising Halbtrockenrasen mit spezialisierten Insekten und Pflanzen. LK Erding 50,53 ha, LK Freising 577,56 ha. | ⊙        | 628,09        | 10. Mai 1985 |
| Notzingermoos                            |      | NSG-00494.01 WDPA: 164849 | Landkreis Erding                     | Oberding | ⊙        | 138,88        | 1995         |
| Oberdingermoos                           |      | NSG-00492.01 WDPA: 164861 | Landkreis Erding                     | Oberding | ⊙        | 138,26        | 1995         |
| Viehlaßmoos                              |      | NSG-00175.01 WDPA: 82780  | Landkreis Erding                     | Eitting, Berglern | ⊙        | 244,33        | 1983         |
| Vogelfreistätte Eittinger Weiher         |      | NSG-00251.01 WDPA: 166069 | Landkreis Erding                     | Eitting | ⊙        | 20,72         | 1985         |
| Zengermoos                               |      | NSG-00491.01 WDPA: 166402 | Landkreis Erding                     | Moosinning, Oberding | ⊙        | 251,17        | 2002         |
| Legende für Naturschutzgebiet            |      |                           |                                      | |          |               |              |